# Wildflower (canção de Billie Eilish)
Wildflower é uma música da cantora e compositora americana Billie Eilish, lançada em 17 de maio de 2024 como a quinta faixa de seu terceiro álbum de estúdio, Hit Me Hard and Soft, pelas gravadoras Darkroom e Interscope Records.  Lançado como single em 28 de fevereiro 2025, é o terceiro lançamento que acompanha seu terceiro álbum de estúdio Hit Me Hard and Soft (2024). Na canção, Eilish narra a experiência de confortar uma amiga após o fim de um relacionamento, apenas para, posteriormente, se envolver com o ex-namorado dela, lidando com os sentimentos de culpa que essa situação lhe trouxe.
Embora não tenha sido lançada como single,Wildflower alcançou um sucesso inesperado, figurando entre as dez primeiras posições em países como Grécia, Islândia, Malásia, Oriente Médio, Portugal e Reino Unido. Além disso, esteve entre as 20 mais tocadas na Austrália, Canadá, República Tcheca, Irlanda, Lituânia, Luxemburgo, Nova Zelândia, Cingapura, Suíça e Estados Unidos. Seu desempenho também garantiu a 89ª posição no Top 100 de fim de ano da Billboard em 2024.

## Promoção
Em julho de 2024, Billie Eilish apresentou Wildflower em um episódio da série Songline, da Amazon Music. Posteriormente, em 18 de setembro, a canção integrou sua performance no A Color’s Show, marcando seu retorno ao programa após sua primeira aparição em agosto de 2017—um momento considerado significativo para sua ascensão na indústria musical. No dia 19 de outubro, Eilish também incluiu a música em seu set no Saturday Night Live, onde foi acompanhada por seu irmão, Finneas O'Connell, no violão.

## Composição
Embora Billie Eilish nunca tenha revelado explicitamente a inspiração por trás deWildflower, especula-se que a letra faça referência ao seu relacionamento com Devon Lee Carlson, ex-namorada de Jesse Rutherford—com quem Eilish manteve um romance entre outubro de 2022 e maio de 2023. Acredita-se ainda que o título da canção aluda à Wildflower Cases, empresa fundada por Carlson.
Em uma análise mais aprofundada, Alex Hopper, do American Songwriter, sugeriu queWildflower funciona como umpseudo pedido de desculpas para Carlson, retratando o fim do relacionamento delas. Segundo ele, a música evidencia Eilish como uma compositorasincera e honesta, que não teme expor suas próprias falhas e vulnerabilidades.

## Recepção da Crítica
Após o lançamento, a Billboard destacouWildflower como a melhor faixa de Hit Me Hard and Soft. A escritora Hannah Dailey descreveu a canção comocomovente e sombria, ressaltando que apresenta a composição mais madura de Billie Eilish até então. Segundo Dailey, a música é habilmente construída para transformaruma história complexa em algo simples, enquanto explora a obsessão da cantora pela ex-namorada de seu parceiro.

## Tabelas musicais
| Paradas (2024–2025)                                     | Melhor posição |
| ------------------------------------------------------- | -------------- |
| Austrália (ARIA)                                        | 14             |
| Áustria (Ö3 Austria Top 75)                             | 24             |
| Bélgica (Ultratop 50 de Flandres)                       | 45             |
| Bélgica (Ultratop 50 da Valônia)                        | 36             |
| Brazil (Brasil Hot 100)                                 | 62             |
| Canadá (Canadian Hot 100)                               | 20             |
| República Checa (Singles Digitál Top 100)               | 17             |
| Dinamarca (Hitlisten)                                   | 30             |
| France (SNEP)                                           | 42             |
| Alemanha (Offizielle Deutsche Charts)                   | 38             |
| Mundo (Billboard Global 200)                            | 11             |
| Greece International (IFPI)                             | 7              |
| Iceland (Tónlistinn)                                    | 2              |
| Indonesia (IFPI)                                        | 14             |
| Irlanda (IRMA)                                          | 11             |
| Latvia (LaIPA)                                          | 12             |
| Lebanon Airplay (Lebanese Top 20)                       | 11             |
| Lithuania (AGATA)                                       | 13             |
| Luxembourg (Billboard)                                  | 16             |
| Malaysia (IFPI)                                         | 5              |
| Malaysia International (RIM)                            | 3              |
| MENA (IFPI)                                             | 7              |
| Países Baixos (Single Top 100)                          | 22             |
| Nova Zelândia (Recorded Music NZ)                       | 11             |
| Noruega (VG-lista)                                      | 27             |
| Philippines (Philippines Hot 100)                       | 75             |
| Poland (Polish Streaming Top 100)                       | 26             |
| Portugal (AFP)                                          | 7              |
| Saudi Arabia (IFPI)                                     | 9              |
| Singapore (RIAS)                                        | 11             |
| Eslováquia (Singles Digitál Top 100)                    | 22             |
| Espanha (PROMUSICAE)                                    | 76             |
| Sweden (Sverigetopplistan)                              | 34             |
| Suíça (Schweizer Hitparade)                             | 14             |
| UAE (IFPI)                                              | 10             |
| Reino Unido (UK Singles Chart)                          | 7              |
| Estados Unidos (Billboard Hot 100)                      | 17             |
| Estados Unidos (Billboard Hot Rock & Alternative Songs) | 4              |

| Paradas (2024)                              | Posição |
| ------------------------------------------- | ------- |
| Australia (ARIA)                            | 70      |
| Canada (Canadian Hot 100)                   | 77      |
| Global 200 (Billboard)                      | 133     |
| Iceland (Tónlistinn)                        | 61      |
| Israel (Galgalatz)                          | 14      |
| Netherlands (Single Top 100)                | 92      |
| New Zealand (Recorded Music NZ)             | 41      |
| Switzerland (Schweizer Hitparade)           | 89      |
| UK Singles (OCC)                            | 66      |
| US Billboard Hot 100                        | 89      |
| US Hot Rock & Alternative Songs (Billboard) | 14      |

## Certificações
| Região | Certificação | Vendas     |
| --- | ------------ | ---------- |
| Bélgica (BEA) | Ouro         | 20,000‡    |
| Canadá (Music Canada)                                                                                                | 2× Platina   | 160,000‡   |
| Dinamarca (IFPI Dinamarca)                                                                                           | Ouro         | 45,000‡    |
| França (SNEP) | Platina      | 200,000‡   |
| Nova Zelândia (RIANZ)                                                                                                | Platina      | 30,000‡    |
| Polónia (ZPAV) | Platina      | 50,000‡    |
| Espanha (PROMUSICAE)                                                                                                 | Ouro         | 30,000‡    |
| Estados Unidos (RIAA)                                                                                                | Platina      | 1 000 000‡ |
| Reino Unido (BPI) | Platina      | 600,000‡   |
| Streaming |              |            |
| Grécia (IFPI Grécia)                                                                                                 | Platina      | 2 000 000† |
| ‡vendas+valores de streaming baseados somente na certificação †números de streaming baseados somente na certificação |              |            |